# Эммануилидис, Димитриос
Димитриос (Димитрис) Эммануилидис (греч. Δημήτρης Εμμανουηλίδης; род. 24 октября 2000, Левктры) — греческий футболист, нападающий клуба «Астерас».

## Клубная карьера
Эмманулидис — воспитанник клуба «Панатинаикос». 29 ноября 2017 года в поединке Кубка Греции против «Панахаики» Димитрис дебютировал за основной состав. 3 декабря в матче против «Паниониоса» он дебютировал в греческой Суперлиге. 1 сентября 2018 года в поединке против «Ламии» Димитрис забил свой первый гол за «Панатинаикос». 
Летом 2019 года Эмманулидис был арендован «Паниониосом». 25 августа в матче против «Волоса» он дебютировал за новую команду. 23 ноября в поединке против «Олимпиакоса» Димитриос забил свой первый гол за «Паниониос». 
В начале 2021 года Эмманулидис отправился в аренду в нидерландскую «Фортуну» из Ситтарда. 7 марта в матче с ПСВ он дебютировал в Эредивизи. 10 апреля в поединке против «Эммена» Димитриос забил свой первый гол за «Фортуну».
В июле 2021 года Эммануилидис перешёл в датский «Вайле». 26 июля в матче против «Сённерйюск» он датской Суперлиге. 1 августа в поединке против «Брондбю» Димитриос забил свой первый гол за «Вайле». По итогам сезона клуб вылетел из элиты, но игрок остался в команде и спустя сезон помог команде вернуться обратно.